# Incinerate
«Incinerate» es una canción de la banda Sonic Youth, y un sencillo del álbum Rather Ripped, publicado en 2006 por el sello Geffen Records en formato disco compacto.

## Lista de canciones
| N.º  | Título       | Duración |  |
| 1.   | «Incinerate» | 4:55     |  |
| 4:55 |              |          |  |